# مارك الكسندر (سياسي)
مارك الكسندر (بالإنجليزية: Mark Alexander) هو محامي وسياسي أمريكي، ولد في 7 فبراير 1792 في الولايات المتحدة، وتوفي في 7 أكتوبر 1883 في الولايات المتحدة. حزبياً، نشط في الحزب الديمقراطي. وقد انتخب عضو مجلس نواب الولايات المتحدة عن ولاية فرجينيا وانتخب عضو مجلس النواب الأمريكي.